# Randy Forbes

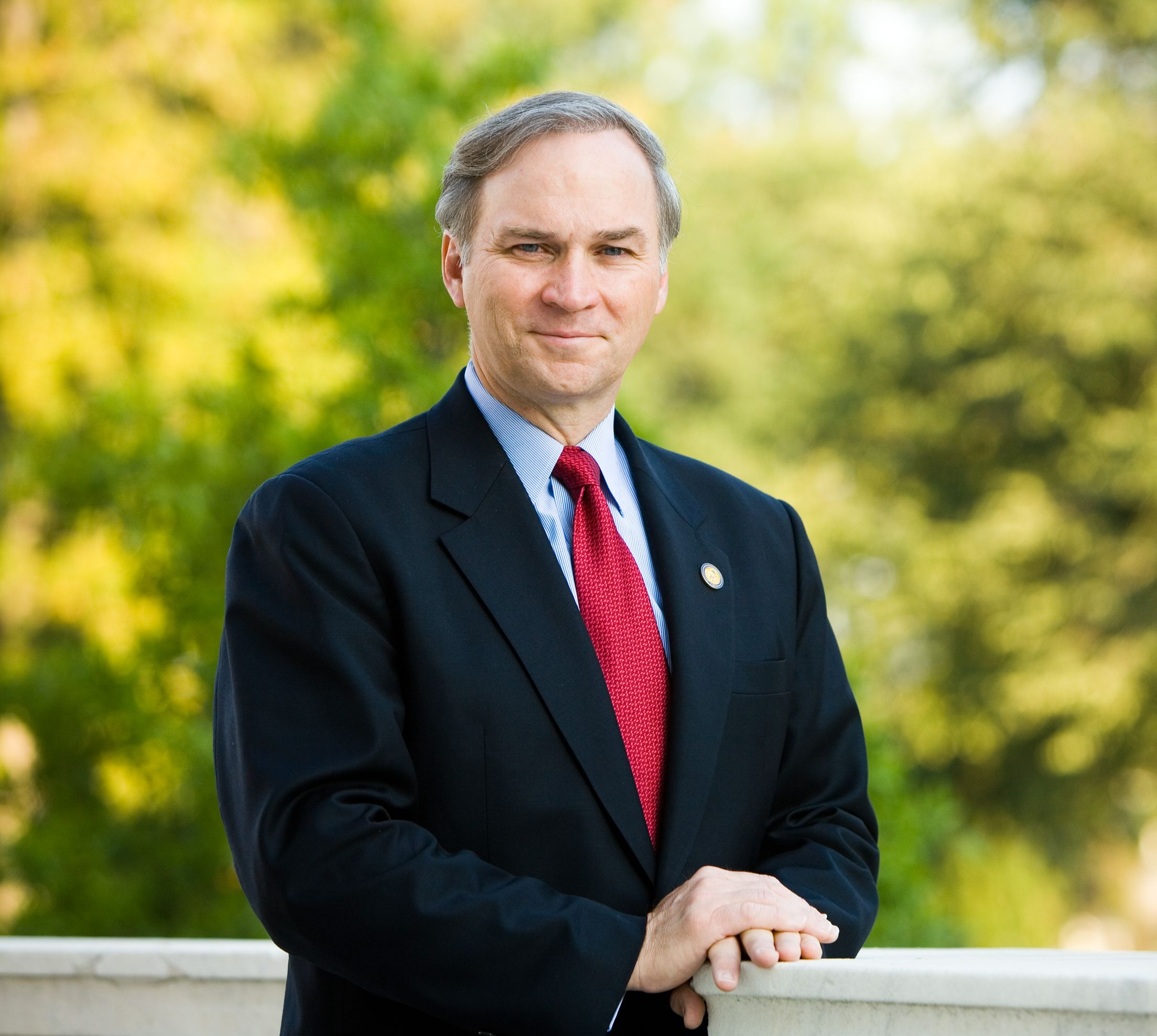
Randy Forbes

James Randy Forbes, född 17 februari 1952 i Chesapeake, Virginia, är en amerikansk republikansk politiker. Han representerar delstaten Virginias fjärde distrikt i USA:s representanthus sedan 2001.
Forbes avlade 1974 grundexamen vid Randolph-Macon College och 1977 juristexamen vid University of Virginia. Han var ordförande för republikanerna i Virginia 1996–2001. 
Kongressledamoten Norman Sisisky avled 2001 i ämbetet. Forbes besegrade demokraten Louise Lucas i fyllnadsvalet med 52% av rösterna mot 48% för Lucas.